# مايرون (نحات)
مَيرون أو مايرون هو نحات يوناني اشتهر بمنحوتته رامي القرص - أو ديسكوبولوس، وقد نُسخت هذه المنحوتة الحركية الجميلة مراراً، وهناك نسخ طبق الأصل عنها في المتحف البريطاني والفاتيكان .
وكان مَيرون تلميذ اغيلاداس الذي درس عليه كذلك النحَّات فيدياس .

## سيرته
مَيرون Μύρων و (بالإنجليزية: Myron of Eleutherae)‏ هو نحات من أثينا في منتصف القرن الخامس بين 440-480 قبل الميلاد. كان مَيرون تلميذ اغيلاداس الذي درس عليه كذلك النحات فيدياس .

## نشأته
ولد ميرون Myron في القرن الخامس قبل الميلاد في مدينة إيلوثيرس Éleuthères اليونانية القريبة من أتيكا Attique، وفي مواقع أخرى قُدِّم على أنه من أثينا Athènes. تتلمذ على يد النحات الشهير أجيلاداس من آرغوس Hagéladas d’Argos. والشيء المؤكد أنه عاش وأبدع في أثينا في الفترة ما بين 480ـ 455 ق.م، وقد تميز بإمكاناته ومهاراته الفائقة في صب البرونز، وكان في مقدمة النحاتين المتمكنين من تجسيد الحركة في تماثيلهم، كما كان بارعاً وعالماً في تشريح جسم الإنسان. وقد اشتهر في أعماله التي تمثل الرياضيين والمصارعين المنتصرين في الدورات الأولمبية.

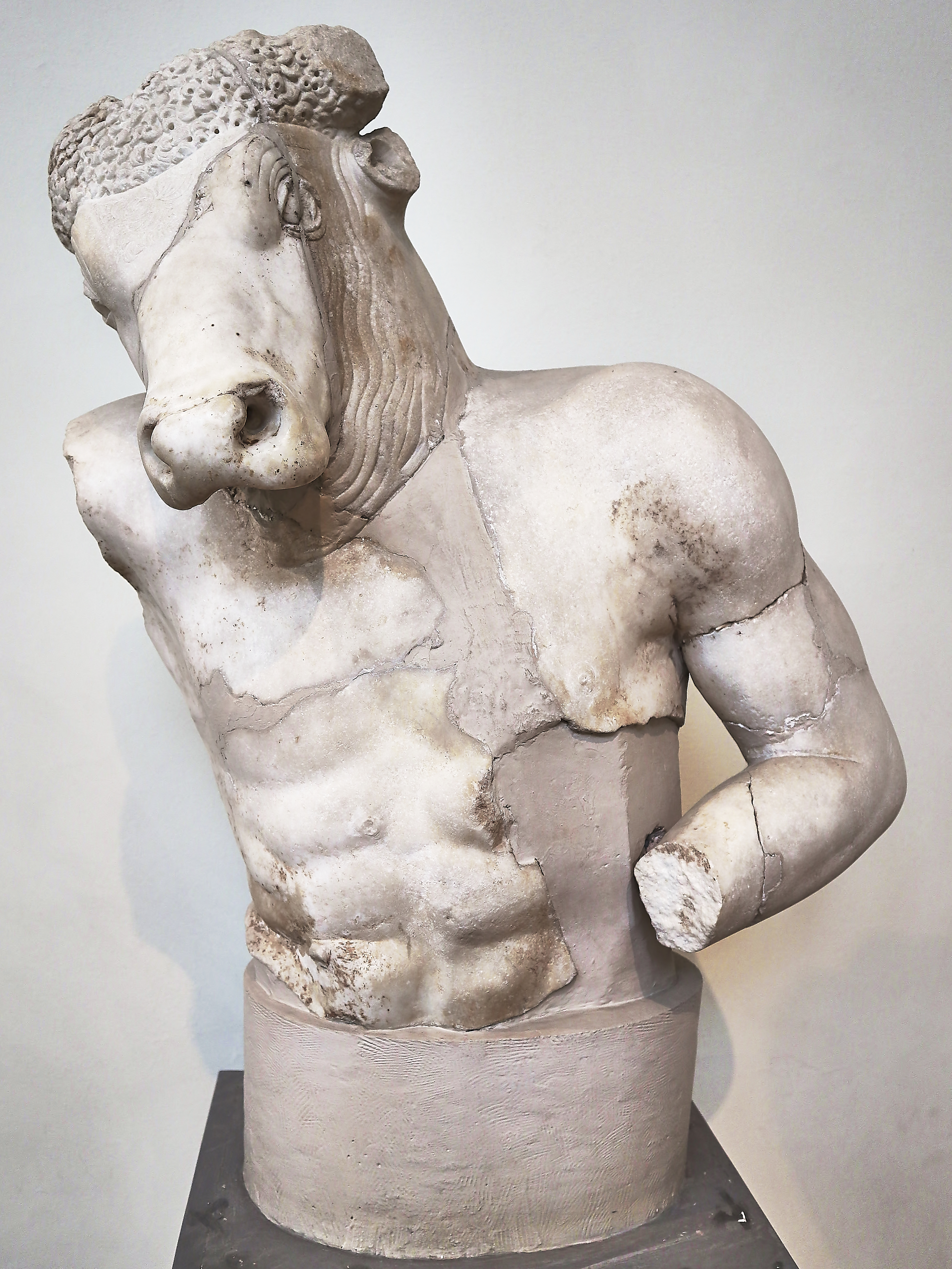
ميرون: تمثال «المينوطور» (المينوطور: حيوان خرافي نصفه على صورة رجل ونصفه على صورة ثور)

## أعماله
اهتم ميرون إلى جانب ذلك بنحت تماثيل الحيوانات، وكان من أبرز موضوعاته تمثال بقرة كان موضوعاً في أثينا وكان هذا العمل منفذاً بدقة قريبة من الطبيعة إلى درجة أن صغار العجول كانت تقترب منها وتهم برضاعة أثدائها. وقد حصل هذا العمل على شهرة واسعة في الفنون القديمة.
نفَّذ ميرون معظم أعماله بمادة البرونز، أما أعماله المنفذة بالمرمر فلا يُعرف منها سوى النسخ المنفذة في العصر الروماني، ومن أهمها تمثاله الشهير «رامي القرص» الذي نفَّذه عام 450 ق.م تقريباً، ويمثل رياضياً قوي البنية جميل الطلعة في لحظة عارمة من التوتر الحركي تمثلت في الانتقال إلى الحركة المستقبلية في رمي القرص، وفيها يثبت الرامي قدمه اليمنى بالأرض ويبعد يده إلى الخلف وهي تمسك بالقرص الذي سينطلق بعد قليل إلى هدفه في الفضاء، وينحني إلى الأمام وقد التوى جذعه بصورة لولبية إلى اليمين. ولابد من التذكير في هذا المكان أن الحركة عند ميرون هي في إدراك الأشكال وفهمها وانسجامها. تتبلور في هذا العمل رؤية ميرون النحتية في إبراز الكتلة وإظهار طبيعة المادة المنحوتة، ما يؤكد قدرته التقنية والمعرفية.
من أعمال ميرون الشهيرة أيضاً مجموعة أثينا ومارسياس، إضافة إلى بعض أعماله التي نسخها الرومان. وفيها تبدو «الإلهة» أثينا هادئة تلفت الانتباه برقتها وجمالها الأخاذ.
كما أن كثيراً من منحوتاته تنقلت في أصقاع العالم بعد هزيمة الإغريق في حروبهم مع الرومان عام 146ق.م، ومن هذه الأعمال تمثال هيراجون Herajon الذي لقي إعجاباً كبيراً لدى القائد الروماني أنطونيوس Antonius الذي أمر بنقله إلى الإسكندرية.